# Vienna Open
Vienna Open, oficiálně Erste Bank Open, je profesionální tenisový turnaj mužů hraný v rakouském hlavním městě Vídni. Založen byl v roce 1974. Na okruhu ATP Tour se řadí do kategorie ATP Tour 500. Probíhá během října ve Wiener Stadthalle na krytých dvorcích s tvrdým povrchem Rebound Ace. 

## Historie
V rámci okruhu ATP Tour patří Vienna Open od sezóny 2015 do kategorie ATP World Tour 500, do níž postoupil z úrovně ATP 250. Probíhá v říjnovém termínu, jakožto jedna z posledních událostí mužské tenisové sezóny.
Do soutěže dvouhry nastupuje třicet dva hráčů a čtyřhry se účastní šestnáct párů. Nejvíce singlových titulů získal Američan Brian Gottfried, když v prvním desetiletí události triumfoval čtyřikrát. Z rakouských tenistů vyhrál dvakrát Jürgen Melzer a jedné výhry dosáhli Horst Skoff a Dominic Thiem. 
V roce 2011 se generálním sponzorem stal bankovní dům Erste Bank, což se odrazilo v oficiálním názvu turnaje. Organizátorem je skupina e|motion sports GmbH Germany, založená Edwinem Weindorferem a Herwigem Strakou, která se také stala pořadatelem turnajů Stuttgart Open, German Open a Mallorca Championships.

## Vývoj názvu turnaje
- 1974–1975: Stadthalle Open
- 1976–1985: Fischer-Grand Prix
- 1986–2003: CA-TennisTrophy
- 2004–2007: BA-CA-TennisTrophy
- 2008–2010: Bank Austria-TennisTrophy
- od 2011: Erste Bank Open

## Přehled finále

### Dvouhra
| Rok  | vítěz                 | finalista             | výsledek                          |
| ---- | --------------------- | --------------------- | --------------------------------- |
| 1974 | Vitas Gerulaitis      | Andrew Pattison       | 6–4, 3–6, 6–3, 6–2                |
| 1975 | turnaj se nekonal     | turnaj se nekonal     | turnaj se nekonal                 |
| 1976 | Wojciech Fibak        | Raúl Ramírez          | 6–7, 6–3, 6–4, 2–6, 6–1           |
| 1977 | Brian Gottfried       | Wojciech Fibak        | 6–1, 6–1                          |
| 1978 | Stan Smith            | Balázs Taróczy        | 4–6, 7–6, 7–6, 6–3                |
| 1979 | Stan Smith            | Wojciech Fibak        | 6–4, 6–0, 6–2                     |
| 1980 | Brian Gottfried       | Trey Waltke           | 6–2, 6–4, 6–3                     |
| 1981 | Ivan Lendl            | Brian Gottfried       | 1–6, 6–0, 6–1, 6–2                |
| 1982 | Brian Gottfried       | Bill Scanlon          | 6–1, 6–4, 6–0                     |
| 1983 | Brian Gottfried       | Mel Purcell           | 6–2, 6–3, 7–5                     |
| 1984 | Tim Wilkison          | Pavel Složil          | 6–1, 6–1, 6–2                     |
| 1985 | Jan Gunnarsson        | Libor Pimek           | 6–7, 6–2, 6–4, 1–6, 7–5           |
| 1986 | Brad Gilbert          | Karel Nováček         | 3–6, 6–3, 7–5, 6–0                |
| 1987 | Jonas Svensson        | Amos Mansdorf         | 1–6, 1–6, 6–2, 6–3, 7–5           |
| 1988 | Horst Skoff           | Thomas Muster         | 4–6, 6–3, 6–4, 6–2                |
| 1989 | Paul Annacone         | Kelly Evernden        | 6–7, 6–4, 6–1, 2–6, 6–3           |
| 1990 | Anders Järryd         | Horst Skoff           | 6–3, 6–3, 6–1                     |
| 1991 | Michael Stich         | Jan Siemerink         | 6–4, 6–4, 6–4                     |
| 1992 | Petr Korda            | Gianluca Pozzi        | 6–3, 6–2, 5–7, 6–1                |
| 1993 | Goran Ivanišević      | Thomas Muster         | 4–6, 6–4, 6–4, 7–6(7–3)           |
| 1994 | Andre Agassi          | Michael Stich         | 7–6(7–4), 4–6, 6–2, 6–3           |
| 1995 | Filip Dewulf          | Thomas Muster         | 7–5, 6–2, 1–6, 7–5                |
| 1996 | Boris Becker          | Jan Siemerink         | 6–4, 6–7(7–9), 6–2, 6–3           |
| 1997 | Goran Ivanišević      | Greg Rusedski         | 3–6, 6–7(4–7), 7–6(7–4), 6–2, 6–3 |
| 1998 | Pete Sampras          | Karol Kučera          | 6–3, 7–6(7–3), 6–1                |
| 1999 | Greg Rusedski         | Nicolas Kiefer        | 6–7(5–7), 2–6, 6–3, 7–5, 6–4      |
| 2000 | Tim Henman            | Tommy Haas            | 6–4, 6–4, 6–4                     |
| 2001 | Tommy Haas            | Guillermo Cañas       | 6–2, 7–6(8–6), 6–4                |
| 2002 | Roger Federer         | Jiří Novák            | 6–4, 6–1, 3–6, 6–4                |
| 2003 | Roger Federer (2)     | Carlos Moyà           | 6–3, 6–3, 6–3                     |
| 2004 | Feliciano López       | Guillermo Cañas       | 6–4, 1–6, 7–5, 3–6, 7–5           |
| 2005 | Ivan Ljubičić         | Juan Carlos Ferrero   | 6–2, 6–4, 7–6(7–5)                |
| 2006 | Ivan Ljubičić (2)     | Fernando González     | 6–3, 6–4, 7–5                     |
| 2007 | Novak Djoković        | Stanislas Wawrinka    | 6–4, 6–0                          |
| 2008 | Philipp Petzschner    | Gaël Monfils          | 6–4, 6–4                          |
| 2009 | Jürgen Melzer         | Marin Čilić           | 6–4, 6–3                          |
| 2010 | Jürgen Melzer (2)     | Andreas Haider-Maurer | 6–7(10–12), 7–6(7–4), 6–4         |
| 2011 | Jo-Wilfried Tsonga    | Juan Martín del Potro | 6–7(5–7), 6–3, 6–4                |
| 2012 | Juan Martín del Potro | Grega Žemlja          | 7–5, 6–3                          |
| 2013 | Tommy Haas (2)        | Robin Haase           | 6–3, 4–6, 6–4                     |
| 2014 | Andy Murray           | David Ferrer          | 5–7, 6–2, 7–5                     |
| 2015 | David Ferrer          | Steve Johnson         | 4–6, 6–4, 7–5                     |
| 2016 | Andy Murray (2)       | Jo-Wilfried Tsonga    | 6–3, 7–6(8–6)                     |
| 2017 | Lucas Pouille         | Jo-Wilfried Tsonga    | 6–1, 6–4                          |
| 2018 | Kevin Anderson        | Kei Nišikori          | 6–3, 7–6(7–3)                     |
| 2019 | Dominic Thiem         | Diego Schwartzman     | 3–6, 6–4, 6–3                     |
| 2020 | Andrej Rubljov        | Lorenzo Sonego        | 6–4, 6–4                          |
| 2021 | Alexander Zverev      | Frances Tiafoe        | 7–5, 6–4                          |
| 2022 | Daniil Medveděv       | Denis Shapovalov      | 4–6, 6–3, 6–2                     |
| 2023 | Jannik Sinner         | Daniil Medveděv       | 7–6(9–7), 4–6, 6–3                |
| 2024 | Jack Draper           | Karen Chačanov        | 6–4, 7–5                          |

### Čtyřhra
| Rok  | vítězové                                 | finalisté                            | výsledek                   |
| ---- | ---------------------------------------- | ------------------------------------ | -------------------------- |
| 1974 | Andrew Pattison Raymond Moore            | Bob Hewitt Frew McMillan             | 6–4, 5–7, 6–4              |
| 1975 | turnaj se nekonal                        | turnaj se nekonal                    | turnaj se nekonal          |
| 1976 | Bob Hewitt Frew McMillan                 | Brian Gottfried Raúl Ramírez         | 6–4, 4–0skreč              |
| 1977 | Bob Hewitt (2) Frew McMillan (2)         | Wojciech Fibak Jan Kodeš             | 6–4, 6–3                   |
| 1978 | Víctor Pecci Balázs Taróczy              | Bob Hewitt Frew McMillan             | 6–3, 6–7, 6–4              |
| 1979 | Bob Hewitt (3) Frew McMillan (3)         | Brian Gottfried Raúl Ramírez         | 6–4, 3–6, 6–1              |
| 1980 | Stan Smith Bob Lutz                      | Heinz Günthardt Pavel Složil         | 6–1, 6–2                   |
| 1981 | Steve Denton Tim Wilkison                | Sammy Giammalva Fred McNair          | 4–6, 6–3, 6–4              |
| 1982 | Henri Leconte Pavel Složil               | Mark Dickson Terry Moor              | 6–1, 7–6                   |
| 1983 | Stan Smith (2) Mel Purcell               | Marcos Hocevar Cássio Motta          | 6–3, 6–4                   |
| 1984 | Wojciech Fibak Sandy Mayer               | Heinz Günthardt Balázs Taróczy       | 6–4, 6–4                   |
| 1985 | Mike De Palmer Gary Donnelly             | Sergio Casal Emilio Sánchez          | 6–4, 6–3                   |
| 1986 | Ricardo Acioly Wojciech Fibak (2)        | Brad Gilbert Slobodan Živojinović    | bez boje                   |
| 1987 | Mel Purcell (2) Tim Wilkison (2)         | Emilio Sánchez Javier Sánchez        | 6–3, 7–5                   |
| 1988 | Alexander Antonitsch Balázs Taróczy (2)  | Kevin Curren Tomáš Šmíd              | 4–6, 6–3, 7–6              |
| 1989 | Jan Gunnarsson Anders Järryd             | Paul Annacone Kelly Evernden         | 6–2, 6–3                   |
| 1990 | Udo Riglewski Michael Stich              | Jorge Lozano Todd Witsken            | 6–4, 6–4                   |
| 1991 | Gary Muller Anders Järryd (2)            | Jakob Hlasek Patrick McEnroe         | 6–4, 7–5                   |
| 1992 | Ronnie Båthman Anders Järryd (3)         | Kent Kinnear Udo Riglewski           | 6–3, 7–5                   |
| 1993 | Byron Black Jonathan Stark               | Mike Bauer David Prinosil            | 6–3, 7–6                   |
| 1994 | Mike Bauer David Rikl                    | Alexander Antonitsch Greg Rusedski   | 7–6, 6–4                   |
| 1995 | Ellis Ferreira Jan Siemerink             | Todd Woodbridge Mark Woodforde       | 6–4, 7–5                   |
| 1996 | Jevgenij Kafelnikov Daniel Vacek         | Pavel Vízner Menno Oosting           | 6–4, 7–5                   |
| 1997 | Ellis Ferreira (2) Patrick Galbraith     | Marc-Kevin Goellner David Prinosil   | 6–3, 6–4                   |
| 1998 | Jevgenij Kafelnikov (2) Daniel Vacek (2) | David Adams John-Laffnie de Jager    | 7–5, 6–3                   |
| 1999 | David Prinosil Sandon Stolle             | Piet Norval Kevin Ullyett            | 6–3, 6–4                   |
| 2000 | Jevgenij Kafelnikov (3) Nenad Zimonjić   | Jiří Novák David Rikl                | 6–4, 6–4                   |
| 2001 | Martin Damm Radek Štěpánek               | Jiří Novák David Rikl                | 6–3, 6–2                   |
| 2002 | Joshua Eagle Sandon Stolle (2)           | Jiří Novák Radek Štěpánek            | 6–4, 6–3                   |
| 2003 | Yves Allegro Roger Federer               | Maheš Bhúpatí Max Mirnyj             | 7–6(9–7), 7–5              |
| 2004 | Martin Damm (2) Cyril Suk                | Gastón Etlis Martín Rodríguez        | 6–7(4–7), 6–4, 7–6(7–4)    |
| 2005 | Mark Knowles Daniel Nestor               | Jonatan Erlich Andy Ram              | 5–3, 5–4(7–2)              |
| 2006 | Petr Pála Pavel Vízner                   | Julian Knowle Jürgen Melzer          | 6–4, 3–6, [12–10]          |
| 2007 | Mariusz Fyrstenberg Marcin Matkowski     | Tomas Behrend Christopher Kas        | 6–4, 6–2                   |
| 2008 | Max Mirnyj Andy Ram                      | Philipp Petzschner Alexander Peya    | 6–1, 7–5                   |
| 2009 | Łukasz Kubot Oliver Marach               | Julian Knowle Jürgen Melzer          | 2–6, 6–4, [11–9]           |
| 2010 | Daniel Nestor (2) Nenad Zimonjić (2)     | Mariusz Fyrstenberg Marcin Matkowski | 7–5, 3–6, [10–5]           |
| 2011 | Bob Bryan Mike Bryan                     | Max Mirnyj Daniel Nestor             | 7–6(12–10), 6–3            |
| 2012 | Andre Begemann Martin Emmrich            | Julian Knowle Filip Polášek          | 6–4, 3–6, [10–4]           |
| 2013 | Florin Mergea Lukáš Rosol                | Julian Knowle Daniel Nestor          | 7–5, 6–4                   |
| 2014 | Jürgen Melzer Philipp Petzschner         | Andre Begemann Julian Knowle         | 7–6(8–6), 4–6, [10–7]      |
| 2015 | Łukasz Kubot (2) Marcelo Melo            | Jamie Murray John Peers              | 4–6, 7–6(7–3), [10–6]      |
| 2016 | Łukasz Kubot (3) Marcelo Melo (2)        | Oliver Marach Fabrice Martin         | 4–6, 6–3, [13–11]          |
| 2017 | Rohan Bopanna Pablo Cuevas               | Marcelo Demoliner Sam Querrey        | 7–6(9–7), 6–7(4–7), [11–9] |
| 2018 | Joe Salisbury Neal Skupski               | Mike Bryan Édouard Roger-Vasselin    | 7–6(7–5), 6–3              |
| 2019 | Rajeev Ram Joe Salisbury (2)             | Łukasz Kubot Marcelo Melo            | 6–4, 6–7(7–5), [10–5]      |
| 2020 | Łukasz Kubot (4) Marcelo Melo (3)        | Jamie Murray Neal Skupski            | 7–6(7–5), 7–5              |
| 2021 | Juan Sebastián Cabal Robert Farah        | Rajeev Ram Joe Salisbury             | 6–4, 6–2                   |
| 2022 | Alexander Erler Lucas Miedler            | Santiago González Andrés Molteni     | 6–3, 7–6(7–1)              |
| 2023 | Rajeev Ram (2) Joe Salisbury (3)         | Nathaniel Lammons Jackson Withrow    | 6–4, 5–7, [12–10]          |
| 2024 | Alexander Erler (2) Lucas Miedler (2)    | Neal Skupski Michael Venus           | 4–6, 6–3, [10–1]           |

## Rekordy
| Dvouhra                  | Dvouhra  | Dvouhra                   |
| Rekord                   | Rekord   | držitelé rekordu          |
| ------------------------ | -------- | ------------------------- |
| Nejvíce titulů           | 4        | Brian Gottfried           |
| Nejvíce finále           | 5        | Brian Gottfried           |
| Nejvíce vyhraných zápasů | 31       | Brian Gottfried           |
| Nejmladší vítěz          | 20 let   | Horst Skoff (1988)        |
| Nejstarší vítěz          | 35 let   | Tommy Haas (2013)         |
| Nejvýše postavený vítěz  | 1. ATP   | Pete Sampras (1998)       |
| Nejníže postavený vítěz  | 175. ATP | Anders Järryd (1990)      |
| Čtyřhra                  |          |                           |
| Nejvíce titulů           | 4        | Łukasz Kubot              |
| Nejvíce párových titulů  | 3        | Bob Hewitt Frew McMillan  |
| Nejvíce párových titulů  | 3        | Łukasz Kubot Marcelo Melo |

## Galerie

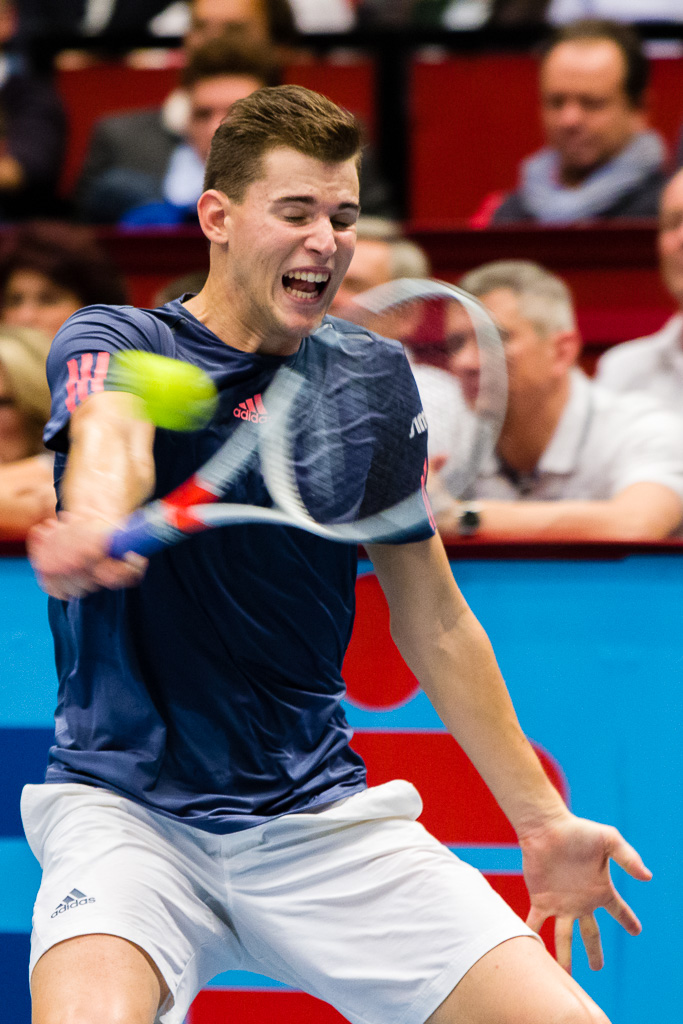
Dominic Thiem
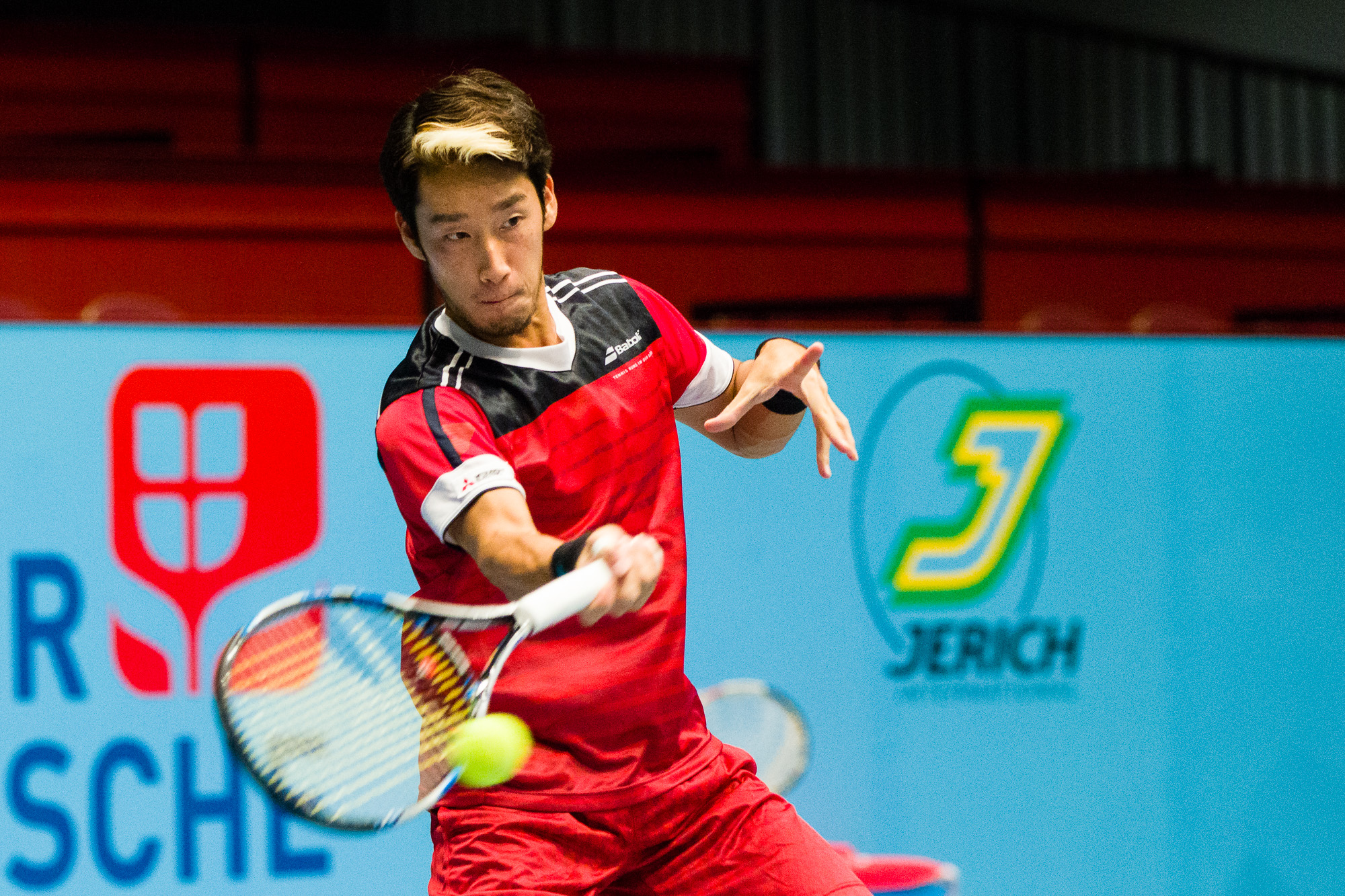
Júiči Sugita
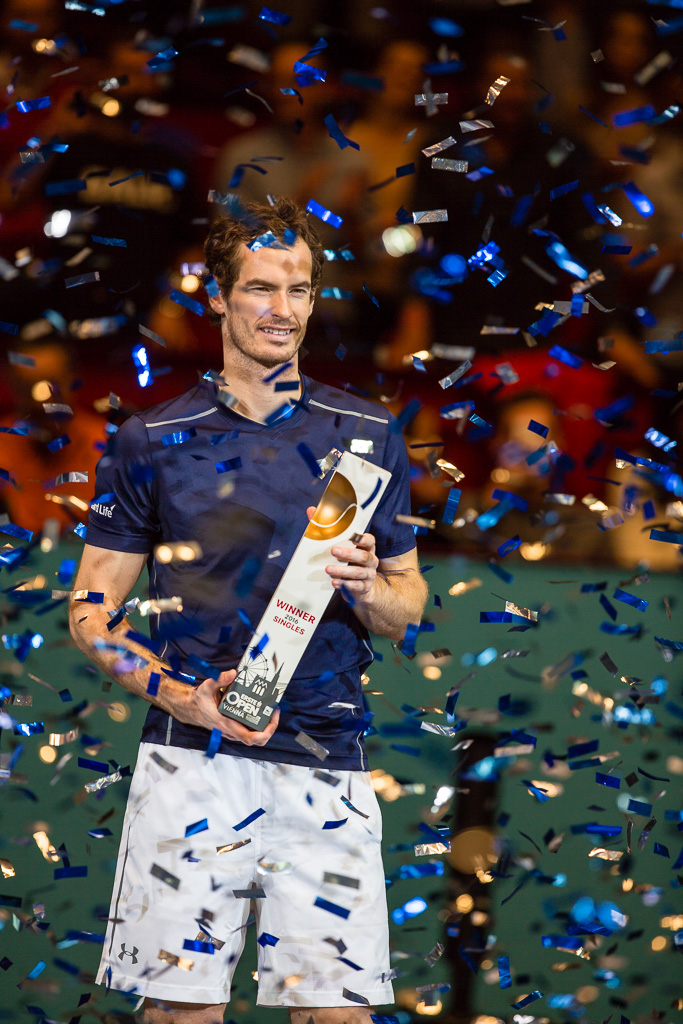
Andy Murray (2016)
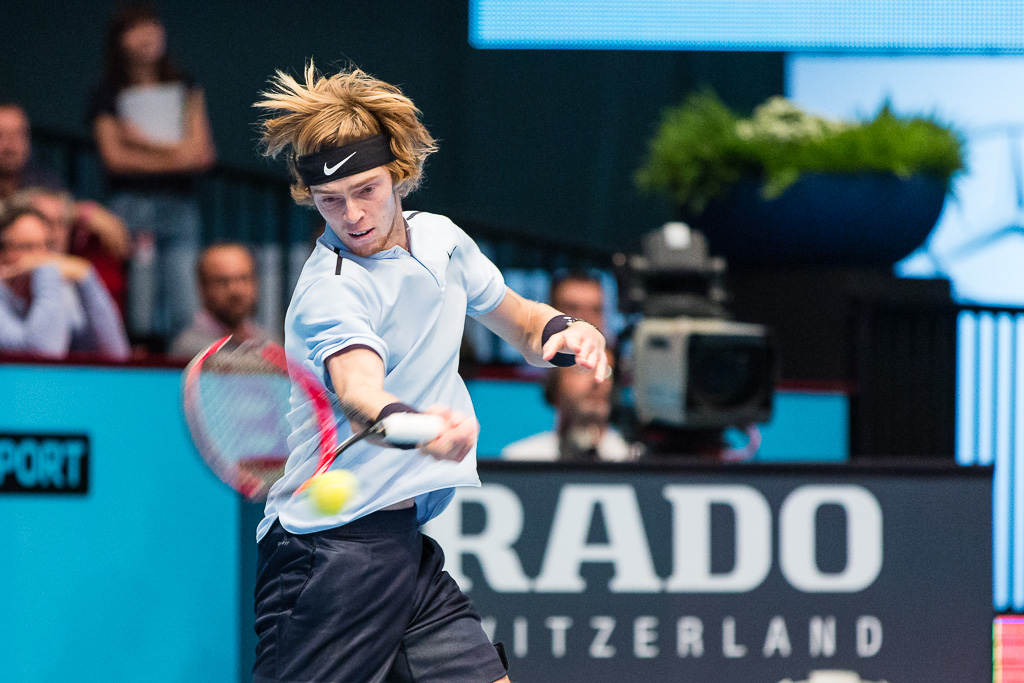
Andrej Rubljov
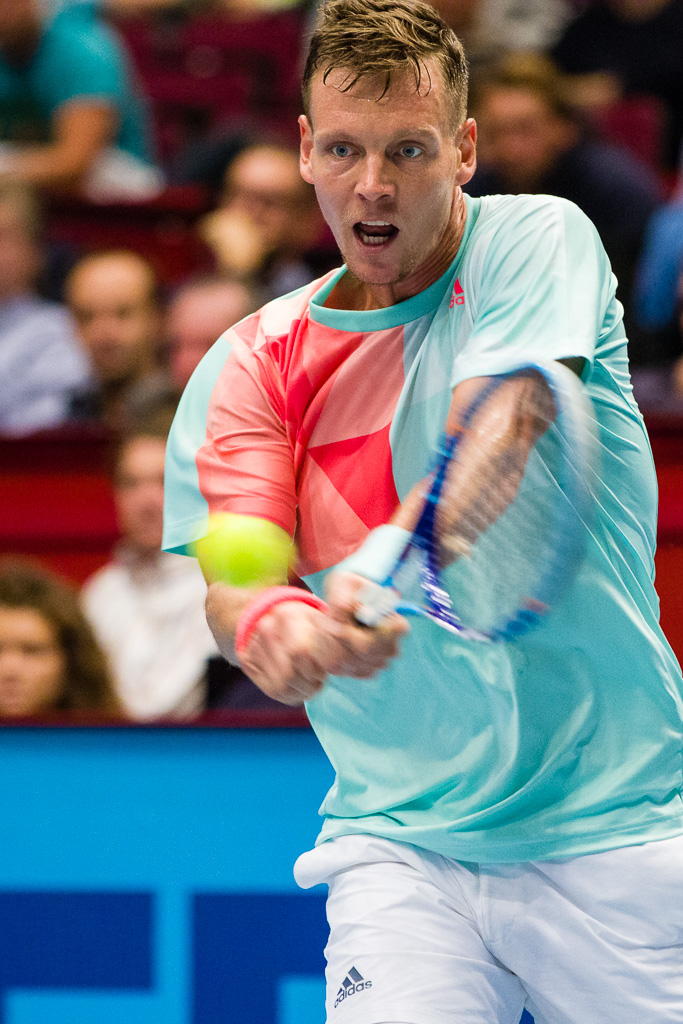
Tomáš Berdych
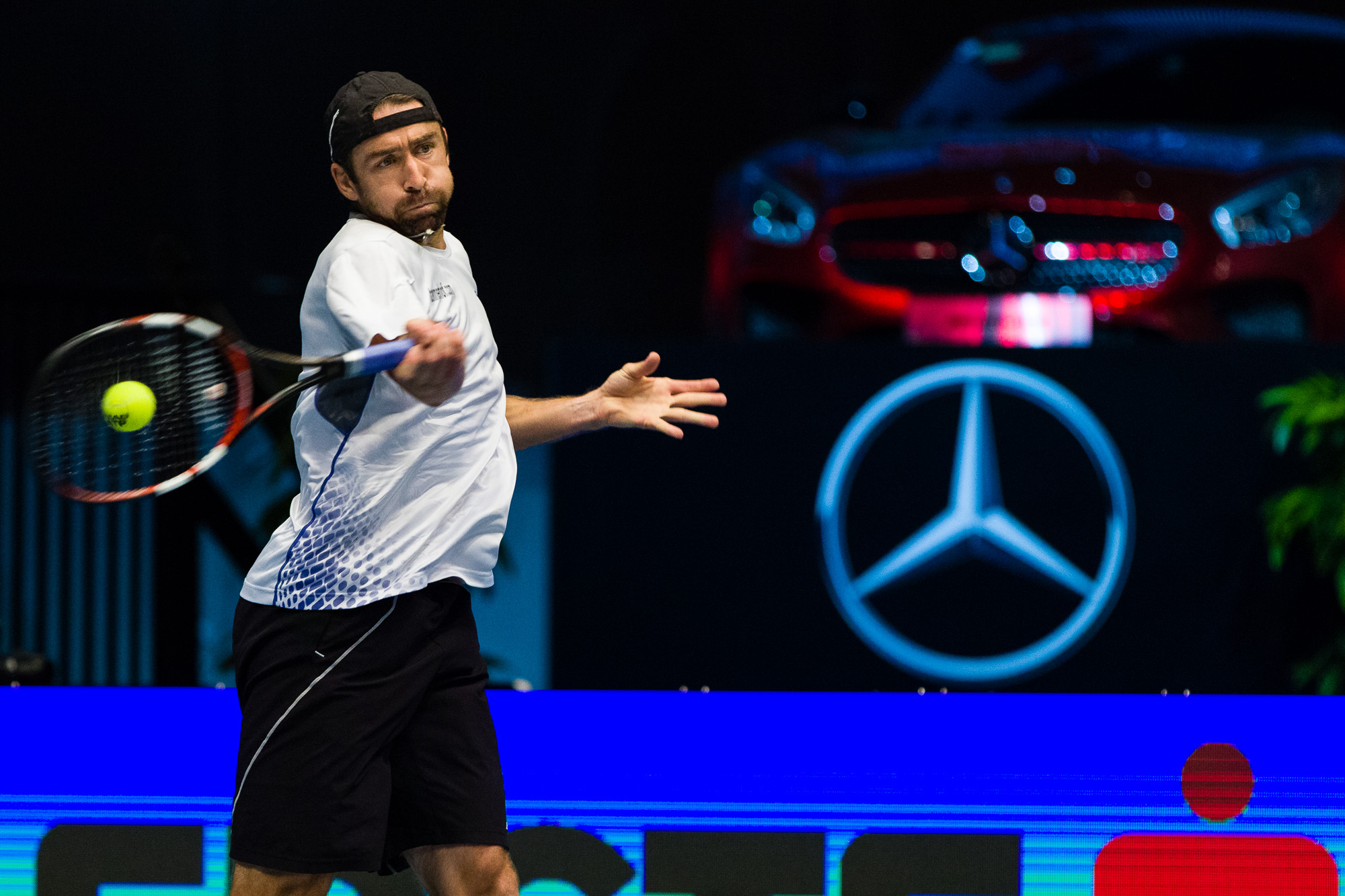
Benjamin Becker
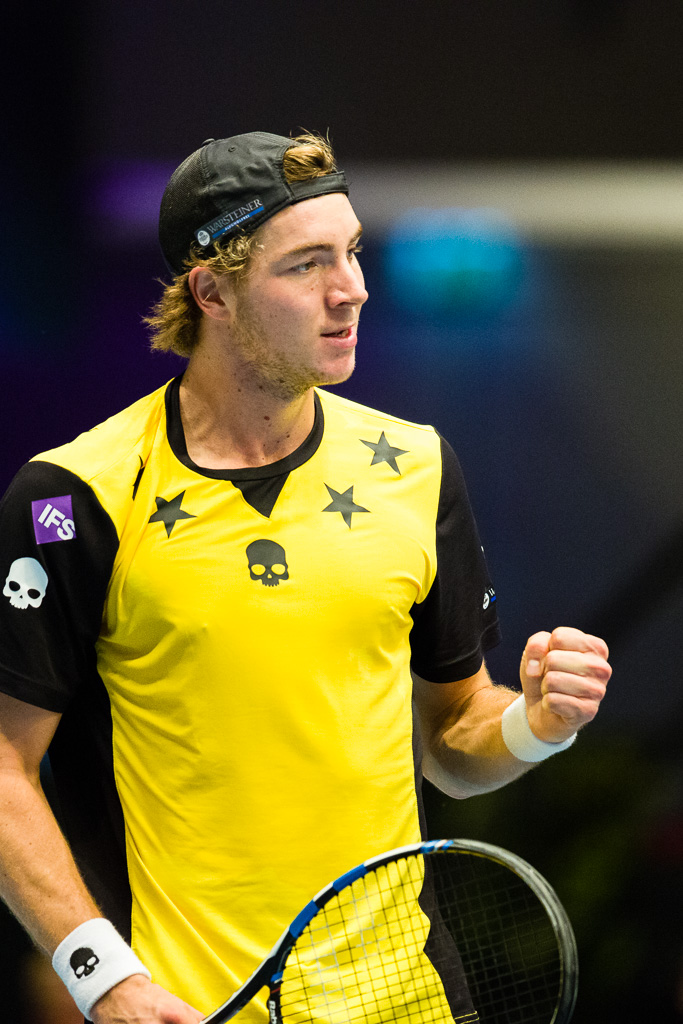
Jan-Lennard Struff
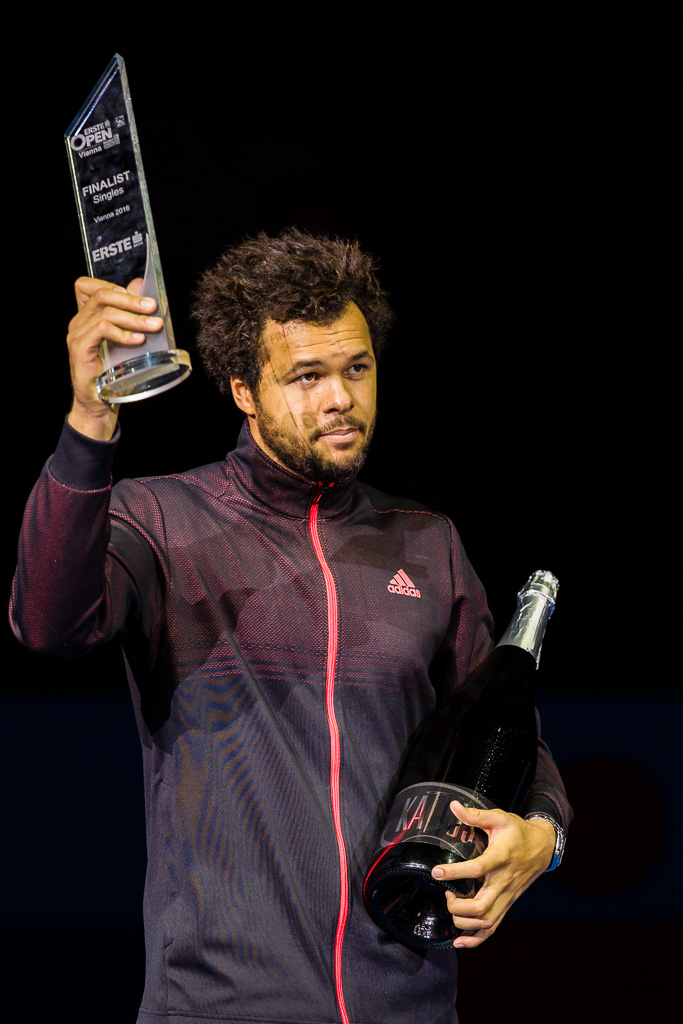
Jo-Wilfried Tsonga (2016)